# Temporada da NHL de 1990–91
A temporada da NHL de 1990–91 foi a 74.ª temporada da National Hockey League (NHL). Vinte e um times jogaram 80 partidas cada. O campeão da Copa Stanley foi o Pittsburgh Penguins, que venceu por 4-2 o Minnesota North Stars. Esta foi a última temporada a terminar no mês de maio.

## Temporada Regular

### Classificação final
Nota: J = Partidas jogadas, V = Vitórias, D = Derrotas, E = Empates, Pts = Pontos, GP = Gols pró, GC = Gols contra, PEM=Penalizações em minutos

Times que se classificaram aos playoffs estão destacados em negrito

#### Conferência Príncipe de Gales
| Divisão Adams      | J  | V  | D  | E  | Pts | GP  | GC  |
| ------------------ | -- | -- | -- | -- | --- | --- | --- |
| Boston Bruins      | 80 | 44 | 24 | 12 | 100 | 299 | 264 |
| Montreal Canadiens | 80 | 39 | 30 | 11 | 89  | 273 | 249 |
| Buffalo Sabres     | 80 | 31 | 30 | 19 | 81  | 292 | 278 |
| Hartford Whalers   | 80 | 31 | 38 | 11 | 73  | 238 | 276 |
| Quebec Nordiques   | 80 | 16 | 50 | 14 | 46  | 236 | 354 |

| Divisão Patrick     | J  | V  | D  | E  | Pts | GP  | GC  |
| ------------------- | -- | -- | -- | -- | --- | --- | --- |
| Pittsburgh Penguins | 80 | 41 | 33 | 6  | 88  | 342 | 305 |
| New York Rangers    | 80 | 36 | 31 | 13 | 85  | 297 | 265 |
| Washington Capitals | 80 | 37 | 36 | 7  | 81  | 258 | 258 |
| New Jersey Devils   | 80 | 32 | 33 | 15 | 79  | 272 | 264 |
| Philadelphia Flyers | 80 | 33 | 37 | 10 | 76  | 252 | 267 |
| New York Islanders  | 80 | 25 | 45 | 10 | 60  | 223 | 290 |

#### Conferência Clarence Campbell
| Divisão Norris        | J  | V  | D  | E  | Pts | GP  | GC  |
| --------------------- | -- | -- | -- | -- | --- | --- | --- |
| Chicago Blackhawks    | 80 | 49 | 23 | 8  | 106 | 284 | 211 |
| St. Louis Blues       | 80 | 47 | 22 | 11 | 105 | 310 | 250 |
| Detroit Red Wings     | 80 | 34 | 38 | 8  | 76  | 273 | 298 |
| Minnesota North Stars | 80 | 27 | 39 | 14 | 68  | 256 | 266 |
| Toronto Maple Leafs   | 80 | 23 | 46 | 11 | 57  | 241 | 318 |

| Divisão Smythe    | J  | V  | D  | E  | Pts | GP  | GC  |
| ----------------- | -- | -- | -- | -- | --- | --- | --- |
| Los Angeles Kings | 80 | 46 | 24 | 10 | 102 | 340 | 254 |
| Calgary Flames    | 80 | 46 | 26 | 8  | 100 | 344 | 263 |
| Edmonton Oilers   | 80 | 37 | 37 | 6  | 80  | 272 | 272 |
| Vancouver Canucks | 80 | 28 | 43 | 9  | 65  | 243 | 315 |
| Winnipeg Jets     | 80 | 26 | 43 | 11 | 63  | 260 | 288 |

## Playoffs
O North Stars derrotou o Edmonton Oilers para se tornar o primeiro time da Divisão Norris a figurar nas finais da Copa Stanley desde o realinhamento de 1981. Um recorde de 92 jogos foram realizados nos playoffs, e pela primeira vez desde os playoffs de 1973, nenhum time foi varrido em uma série de plyayoffs, o que não aconteceria novamente até os playoffs de 2002. 
Nota: Todas as datas em 1991

### Tabela dos Playoffs
|  | Fase preliminar               | Fase preliminar | Fase preliminar |            |             | Quartas-de-final | Quartas-de-final | Quartas-de-final |  |    | Semifinais | Semifinais | Semifinais |  |    | Final da Copa Stanley | Final da Copa Stanley | Final da Copa Stanley |
|  |                               |                 |                 |            |             |                  |                  |                  |  |    |            |            |            |  |    |                       |                       |                       |
|  | A1                            | Boston          | 4               |            |             |                  |                  |                  |  |    |            |            |            |  |    |                       |                       |                       |
|  | A4                            | Hartford        | 2               |            |             |                  |                  |                  |  |    |            |            |            |  |    |                       |                       |                       |
|  | A4                            | Hartford        | 2               |            | A1          | Boston           | 4                |                  |  |    |            |            |            |  |    |                       |                       |                       |
|  |                               |                 |                 |            | A1          | Boston           | 4                |                  |  |    |            |            |            |  |    |                       |                       |                       |
|  |                               |                 | A2              | Montreal   | 3           |                  |                  |                  |  |    |            |            |            |  |    |                       |                       |                       |
|  | A2                            | Montreal        | A2              | Montreal   | 3           | 4                |                  |                  |  |    |            |            |            |  |    |                       |                       |                       |
|  | A2                            | Montreal        |                 |            |             | 4                |                  |                  |  |    |            |            |            |  |    |                       |                       |                       |
|  | A3                            | Buffalo         | 2               |            |             |                  |                  |                  |  |    |            |            |            |  |    |                       |                       |                       |
|  | A3                            | Buffalo         | 2               |            |             |                  |                  |                  |  | A1 | Boston     | 2          |            |  |    |                       |                       |                       |
|  | Conferência Príncipe de Gales |                 |                 |            |             |                  |                  |                  |  | A1 | Boston     | 2          |            |  |    |                       |                       |                       |
|  |                               | P1              | Pittsburgh      | 4          |             |                  |                  |                  |  |    |            |            |            |  |    |                       |                       |                       |
|  | P1                            | P1              | Pittsburgh      | 4          | Pittsburgh  | 4                |                  |                  |  |    |            |            |            |  |    |                       |                       |                       |
|  | P1                            |                 |                 |            | Pittsburgh  | 4                |                  |                  |  |    |            |            |            |  |    |                       |                       |                       |
|  | P4                            | New Jersey      | 3               |            |             |                  |                  |                  |  |    |            |            |            |  |    |                       |                       |                       |
|  | P4                            | New Jersey      | 3               |            | P1          | Pittsburgh       | 4                |                  |  |    |            |            |            |  |    |                       |                       |                       |
|  |                               |                 |                 |            | P1          | Pittsburgh       | 4                |                  |  |    |            |            |            |  |    |                       |                       |                       |
|  |                               |                 | P3              | Washington | 1           |                  |                  |                  |  |    |            |            |            |  |    |                       |                       |                       |
|  | P2                            | NY Rangers      | P3              | Washington | 1           | 2                |                  |                  |  |    |            |            |            |  |    |                       |                       |                       |
|  | P2                            | NY Rangers      |                 |            |             | 2                |                  |                  |  |    |            |            |            |  |    |                       |                       |                       |
|  | P3                            | Washington      | 4               |            |             |                  |                  |                  |  |    |            |            |            |  |    |                       |                       |                       |
|  | P3                            | Washington      | 4               |            |             |                  |                  |                  |  |    |            |            |            |  | P1 | Pittsburgh            | 4                     |                       |
|  |                               |                 |                 |            |             |                  |                  |                  |  |    |            |            |            |  | P1 | Pittsburgh            | 4                     |                       |
|  |                               | N4              | Minnesota       | 2          |             |                  |                  |                  |  |    |            |            |            |  |    |                       |                       |                       |
|  | N1                            | N4              | Minnesota       | 2          | Chicago     | 2                |                  |                  |  |    |            |            |            |  |    |                       |                       |                       |
|  | N1                            |                 |                 |            | Chicago     | 2                |                  |                  |  |    |            |            |            |  |    |                       |                       |                       |
|  | N4                            | Minnesota       | 4               |            |             |                  |                  |                  |  |    |            |            |            |  |    |                       |                       |                       |
|  | N4                            | Minnesota       | 4               |            | N2          | St. Louis        | 2                |                  |  |    |            |            |            |  |    |                       |                       |                       |
|  |                               |                 |                 |            | N2          | St. Louis        | 2                |                  |  |    |            |            |            |  |    |                       |                       |                       |
|  |                               |                 | N4              | Minnesota  | 4           |                  |                  |                  |  |    |            |            |            |  |    |                       |                       |                       |
|  | N2                            | St. Louis       | N4              | Minnesota  | 4           | 4                |                  |                  |  |    |            |            |            |  |    |                       |                       |                       |
|  | N2                            | St. Louis       |                 |            |             | 4                |                  |                  |  |    |            |            |            |  |    |                       |                       |                       |
|  | N3                            | Detroit         | 3               |            |             |                  |                  |                  |  |    |            |            |            |  |    |                       |                       |                       |
|  | N3                            | Detroit         | 3               |            |             |                  |                  |                  |  | S3 | Edmonton   | 1          |            |  |    |                       |                       |                       |
|  | Conferência Clarence Campbell |                 |                 |            |             |                  |                  |                  |  | S3 | Edmonton   | 1          |            |  |    |                       |                       |                       |
|  |                               | N4              | Minnesota       | 4          |             |                  |                  |                  |  |    |            |            |            |  |    |                       |                       |                       |
|  | S1                            | N4              | Minnesota       | 4          | Los Angeles | 4                |                  |                  |  |    |            |            |            |  |    |                       |                       |                       |
|  | S1                            |                 |                 |            | Los Angeles | 4                |                  |                  |  |    |            |            |            |  |    |                       |                       |                       |
|  | S4                            | Vancouver       | 2               |            |             |                  |                  |                  |  |    |            |            |            |  |    |                       |                       |                       |
|  | S4                            | Vancouver       | 2               |            | S1          | Los Angeles      | 2                |                  |  |    |            |            |            |  |    |                       |                       |                       |
|  |                               |                 |                 |            | S1          | Los Angeles      | 2                |                  |  |    |            |            |            |  |    |                       |                       |                       |
|  |                               |                 | S3              | Edmonton   | 4           |                  |                  |                  |  |    |            |            |            |  |    |                       |                       |                       |
|  | S2                            | Calgary         | S3              | Edmonton   | 4           | 3                |                  |                  |  |    |            |            |            |  |    |                       |                       |                       |
|  | S2                            | Calgary         |                 |            |             | 3                |                  |                  |  |    |            |            |            |  |    |                       |                       |                       |
|  | S3                            | Edmonton        | 4               |            |             |                  |                  |                  |  |    |            |            |            |  |    |                       |                       |                       |

### Série Final
O campeonato foi o primeiro da história do Penguins.
| Pittsburgh Penguins vs. Minnesota North Stars        | Pittsburgh Penguins vs. Minnesota North Stars | Pittsburgh Penguins vs. Minnesota North Stars | Pittsburgh Penguins vs. Minnesota North Stars | Pittsburgh Penguins vs. Minnesota North Stars | Pittsburgh Penguins vs. Minnesota North Stars |
| Data                                                 | Visitante                                     | Placar                                        | Mandante                                      | Placar                                        | Notas                                         |
| ---------------------------------------------------- | --------------------------------------------- | --------------------------------------------- | --------------------------------------------- | --------------------------------------------- | --------------------------------------------- |
| 15 de maio                                           | Minnesota                                     | 5                                             | Pittsburgh                                    | 4                                             |                                               |
| 17 de maio                                           | Minnesota                                     | 1                                             | Pittsburgh                                    | 4                                             |                                               |
| 19 de maio                                           | Pittsburgh                                    | 1                                             | Minnesota                                     | 3                                             |                                               |
| 21 de maio                                           | Pittsburgh                                    | 5                                             | Minnesota                                     | 3                                             |                                               |
| 23 de maio                                           | Minnesota                                     | 4                                             | Pittsburgh                                    | 6                                             |                                               |
| 25 de maio                                           | Pittsburgh                                    | 8                                             | Minnesota                                     | 0                                             |                                               |
| Pittsburgh venceu a série por 4–2 e a Copa Stanley   |                                               |                                               |                                               |                                               |                                               |
| Mario Lemieux (Pittsburgh) venceu Troféu Conn Smythe |                                               |                                               |                                               |                                               |                                               |

## Prêmios da NHL
| Troféu dos Presidentes:         | Chicago Blackhawks                                              |
| Troféu Príncipe de Gales:       | Pittsburgh Penguins                                             |
| Taça Clarence S. Campbell:      | Minnesota North Stars                                           |
| Troféu Art Ross:                | Wayne Gretzky, Los Angeles Kings                                |
| Troféu Memorial Bill Masterton: | Dave Taylor, Los Angeles Kings                                  |
| Troféu Memorial Calder:         | Ed Belfour, Chicago Blackhawks                                  |
| Troféu Conn Smythe:             | Mario Lemieux, Pittsburgh Penguins                              |
| Troféu Frank J. Selke:          | Dirk Graham, Chicago Blackhawks                                 |
| Troféu Memorial Hart:           | Brett Hull, St. Louis Blues                                     |
| Prêmio Jack Adams:              | Brian Sutter, St. Louis Blues                                   |
| Troféu Memorial James Norris :  | Ray Bourque, Boston Bruins                                      |
| Troféu Memorial King Clancy:    | Dave Taylor, Los Angeles Kings                                  |
| Troféu Memorial Lady Byng:      | Wayne Gretzky, Los Angeles Kings                                |
| Prêmio Lester B. Pearson:       | Brett Hull, St. Louis Blues                                     |
| Prêmio Mais/Menos da NHL:       | Marty McSorley, Los Angeles Kings & Theo Fleury, Calgary Flames |
| Troféu Vezina:                  | Ed Belfour, Chicago Blackhawks                                  |
| Troféu William M. Jennings:     | Ed Belfour, Chicago Blackhawks                                  |
| Troféu Lester Patrick:          | Rod Gilbert, Mike Ilitch                                        |

### Seleções da liga
| Primeiro Time                     | Posição                       | Segundo Time                       |
| --------------------------------- | ----------------------------- | ---------------------------------- |
| Ed Belfour, Chicago Blackhawks    | G                             | Patrick Roy, Montreal Canadiens    |
| Ray Bourque, Boston Bruins        | D                             | Chris Chelios, Chicago Blackhawks  |
| Al MacInnis, Calgary Flames       | D                             | Brian Leetch, New York Rangers     |
| Wayne Gretzky, Los Angeles Kings  | C                             | Adam Oates, St. Louis Blues        |
| Brett Hull, St. Louis Blues       | PD                            | Cam Neely, Boston Bruins           |
| Luc Robitaille, Los Angeles Kings | [Ponta (hóquei no gelo)\|PE]] | Kevin Stevens, Pittsburgh Penguins |

## Estatísticas dos Jogadores

### Artilheiros
J = Partidas jogadas, G = Gols, A = Assistências, Pts = Pontos, PEM = Penalizações em minutos, PPG = Gols em power play, SHG = Gols com jogador a menos, GHG = Gol da vitória no jogo
| Jogador        | Time                | J  | G  | A   | Pts | PEM | +/- | PPG | SHG | GHG |
| -------------- | ------------------- | -- | -- | --- | --- | --- | --- | --- | --- | --- |
| Wayne Gretzky  | Los Angeles Kings   | 78 | 41 | 122 | 163 | 16  | +30 | 8   | 0   | 5   |
| Brett Hull     | St. Louis Blues     | 78 | 86 | 45  | 131 | 22  | +23 | 29  | 0   | 11  |
| Adam Oates     | St. Louis Blues     | 61 | 25 | 90  | 115 | 29  | +15 | 3   | 1   | 3   |
| Mark Recchi    | Pittsburgh Penguins | 78 | 40 | 73  | 113 | 48  | 0   | 12  | 0   | 9   |
| John Cullen    | Hartford Whalers    | 78 | 39 | 71  | 110 | 101 | -6  | 14  | 0   | 3   |
| Joe Sakic      | Quebec Nordiques    | 80 | 48 | 61  | 109 | 24  | -26 | 12  | 3   | 7   |
| Steve Yzerman  | Detroit Red Wings   | 80 | 51 | 57  | 108 | 34  | -2  | 12  | 6   | 4   |
| Theoren Fleury | Calgary Flames      | 79 | 51 | 53  | 104 | 136 | +48 | 9   | 7   | 9   |
| Al MacInnis    | Calgary Flames      | 78 | 28 | 75  | 103 | 90  | +42 | 17  | 0   | 1   |
| Steve Larmer   | Chicago Blackhawks  | 80 | 44 | 57  | 101 | 79  | +37 | 17  | 2   | 9   |

### Melhores Goleiros
Mínimo de 2000 min. J = Partidas jogadas, MJ=Minutos jogados, GC = Gols contra, TG = Tiros ao gol, MGC = Média de gols contra, V = Vitórias, D = Derrotas, E = Empates, SO = Shutouts, Def% = Porcentagem de defesas
| Jogador       | Time                  | J  | MJ   | V  | D  | E  | SO | MGC  |
| ------------- | --------------------- | -- | ---- | -- | -- | -- | -- | ---- |
| Ed Belfour    | Chicago Blackhawks    | 74 | 4127 | 43 | 19 | 7  | 4  | 2.47 |
| Tim Cheveldae | Detroit Red Wings     | 65 | 3615 | 30 | 26 | 5  | 2  | 3.55 |
| Bill Ranford  | Edmonton Oilers       | 60 | 3415 | 27 | 27 | 3  | 0  | 3.2  |
| Ron Tugnutt   | Quebec Nordiques      | 56 | 3144 | 12 | 29 | 10 | 0  | 4.05 |
| Peter Ing     | Toronto Maple Leafs   | 56 | 3126 | 16 | 29 | 8  | 1  | 3.84 |
| Jon Casey     | Minnesota North Stars | 55 | 3185 | 21 | 20 | 11 | 3  | 2.98 |
| Bob Essensa   | Winnipeg Jets         | 55 | 2916 | 19 | 24 | 6  | 4  | 3.15 |
| Mike Vernon   | Calgary Flames        | 54 | 3121 | 31 | 19 | 3  | 1  | 3.31 |
| Glenn Healy   | New York Islanders    | 53 | 2999 | 18 | 24 | 9  | 0  | 3.32 |
| Chris Terreri | New Jersey Devils     | 53 | 2970 | 24 | 21 | 7  | 1  | 2.91 |

## Estreias
Esta é uma lista de jogadores importantes que jogaram seu primeiro jogo na NHL em 1990-91 (listados com seu primeiro time, asterisco marca estreia nos playoffs):
- Robert Reichel, Calgary Flames
- Dominik Hasek, Chicago Blackhawks
- Keith Primeau, Detroit Red Wings
- Mike Sillinger, Detroit Red Wings
- Sergei Fedorov, Detroit Red Wings
- Bobby Holik, Hartford Whalers
- Geoff Sanderson, Hartford Whalers
- John LeClair, Montreal Canadiens
- Patrice Brisebois, Montreal Canadiens
- Sean Hill*, Montreal Canadiens
- Doug Weight*, New York Rangers
- Tony Amonte*, New York Rangers
- Mike Ricci, Philadelphia Flyers
- Jaromir Jagr, Pittsburgh Penguins
- Mats Sundin, Quebec Nordiques
- Owen Nolan, Quebec Nordiques
- Petr Nedved, Vancouver Canucks
- Dmitri Khristich, Washington Capitals
- Peter Bondra, Washington Capitals
- Kris Draper, Winnipeg Jets

## Últimos jogos
Esta é uma lista de jogadores importantes que jogaram seu último jogo na NHL em 1990-91 (listados com seu último time):
- Gord Kluzak, Boston Bruins
- Tony McKegney, Chicago Blackhawks
- Glen Hanlon, Detroit Red Wings
- Don Maloney, New York Islanders
- Lindy Ruff, New York Rangers
- Pete Peeters, Philadelphia Flyers
- Guy Lafleur, Quebec Nordiques
- Harold Snepsts, St. Louis Blues
- Paul MacLean, St. Louis Blues
- Rick Meagher, St. Louis Blues
- Stan Smyl, Vancouver Canucks
- Joel Quenneville, Washington Capitals

## Data limite para negociações
Data limite: 5 de março de 1991.
- 4 de março de 1991: Ron Francis, Grant Jennings, e Ulf Samuelsson negociado de Hartford para Pittsburgh por John Cullen, Jeff Parker, e Zarley Zalapski.
- 5 de março de 1991: Allan Bester negociado de Toronto para Detroit pela sexta escolha de Detroit no Draft de 1991.
- 5 de março de 1991: Geoff Courtnall, Robert Dirk, Sergio Momesso, Cliff Ronning e considerações futuras negociados de St. Louis para Vancouver por Dan Quinn e Garth Butcher.
- 5 de março de 1991: Mark Hunter negociado de Calgary para Hartford por Carey Wilson.
- 5 de março de 1991: Mark Pederson negociado de Montreal para Philadelphia pela segunda escolha de Philadelphia no Draft de 1991 e considerações futuras.
- 5 de março de 1991: Keith Osborne negociado de St. Louis para Toronto por Darren Veitch e considerações futuras.
- 5 de março de 1991: Ken Priestlay negociado de Buffalo para Pittsburgh por Tony Tanti.
- 5 de março de 1991: Dana Murzyn negociado de Calgary para Vancouver por Ron Stern, Kevan Guy e considerações futuras.
- 5 de março de 1991: Kim Issel negociado de Edmonton para Pittsburgh por Brad Aitken.
- 5 de março de 1991: Steve Weeks negociado de Vancouver para Buffalo por considerações futuras.
- 5 de março de 1991: Marc Bureau negociado de Calgary para Minnesota pela terceira escolha de Minnesota no Draft de 1991.
- 5 de março de 1991: Joey Kocur e Per Djoos negociados de Detroit para NY Rangers por Kevin Miller, Jim Cummins, e Dennis Vial.
- 5 de março de 1991: Bobby Reynolds negociado de Toronto para Washington por Robert Mendel.
- 5 de março de 1991: Mike McNeill e Ryan McGill negociados de Chicago para Quebec por Paul Gillis e Daniel Vincelette.
- 5 de março de 1991: Ilkka Sinisalo negociado de Minnesota para Los Angeles pela oitava escolha de Los Angeles no Draft de 1991.